# Asociația Sportivă Ardealul Târgu Mureș
L'ASA Târgu Mureș (nome completo Asociaţia Sportivă Ardealul Târgu Mureș) è stata una società calcistica rumena con sede nella città di Târgu Mureș.

## Storia
L'FCM Târgu Mureș viene fondato nel 2005 per ridare alla città una squadra di calcio dopo il fallimento della compagine storica della città, l'ASA Târgu Mureș.
I primi due anni in Liga III sono di assestamento e si concludono con due settimi posti mentre la terza stagione vede come obiettivo la promozione, obiettivo che sfuma in un quinto posto. La voglia di scalare di nuovo le vette del calcio rumeno è tanta e quando l'Unirea Sannicolau Mare rinuncia al proprio posto in Liga II per motivi finanziari al suo posto subentra proprio l'FCM Târgu Mureș.
L'ambizione, seppur la squadra sia una neopromossa per ripescaggio, è quella della promozione al primo colpo: per la maggior parte della stagione l'FCM Târgu Mureș tiene salda la vetta della classifica ma un calo fisico la fa scivolare fino al terzo posto finale facendo sfumare la promozione, che ormai è l'obiettivo prefissato; anche nella stagione 2009-2010 la vetta della classifica è subito in mano agli arancio-blu, che a gennaio hanno la solita flessione che li porta di nuovo al terzo posto lontani dalla promozione. A questo punto la dirigenza decide di dare uno scossone forte: esonerato l'allenatore chiama in panchina Adrian Falub, esperto in rimonte. Con Falub in panchina ritornano i risultati così come il primo posto in classifica, primo posto che, mantenuto fino alla penultima giornata, dà la certezza matematica della promozione in Liga I con una giornata di anticipo.
Nel 2013 cambia il nome in Asociaţia Sportivă Ardealul Târgu Mureş.
Vince l'edizione 2013-2014 della Liga II e riesce a promuovere insieme al Rapid Bucarest, CSMS Iaşi e CSU Craiova.
Nella stagione 2014-2015 si piazza al secondo posto nella classifica della Liga I e riesce a vincere la Supercoppa di Romania.

## Stadio
Essendo il vecchio stadio Ladislau Boloni ormai fatiscente il comune assieme alla società decidono di costruire il nuovo stadio municipale al posto del vecchio stadio Trans-Sil. Inizialmente i posti erano solo 2.500, tutti a sedere e con la tribuna coperta, poi con l'ampliamento e l'omologazione per la Liga I ora i posti sono 8.000 tutti a sedere.

## Palmarès

### Competizioni nazionali
- Liga II: 2

2009-2010, 2013-2014
- Supercoppa di Romania: 1

2015

### Altri piazzamenti
- Campionato rumeno:

Secondo posto: 1974-1975, 2014-2015
Terzo posto: 1975-1976
- Coppa di Romania:

Semifinalista: 1974-1975, 2015-2016
- Liga II:

Terzo posto: 2008-2009 (Serie II)

## Statistiche e record

### Statistiche nelle competizioni UEFA per club
Tabella aggiornata alla fine della stagione 2019-2020.
| Competizione                  | Partecipazioni | G | V | N | P | RF | RS |
| ----------------------------- | -------------- | - | - | - | - | -- | -- |
| Coppa UEFA/UEFA Europa League | 4              | 8 | 2 | 1 | 5 | 6  | 17 |

## Rosa 2017-2018
| N. |                    | Ruolo | Calciatore     |
| -- | ------------------ | ----- | -------------- |
| 2  | Romania (bandiera) | D     | Carlos Chertes |
| 3  | Romania (bandiera) | D     | Dan Panait     |
| 4  | Romania (bandiera) | D     | Florin Ilie    |
| 10 | Romania (bandiera) | C     | Cosmin Sirbu   |
| 11 | Croazia (bandiera) | A     | Luka Mijoković |
| 13 | Romania (bandiera) | C     | Robert Candrea |
| 14 | Romania (bandiera) | D     | Gabriel Matei  |

| N. |                    | Ruolo | Calciatore       |
| -- | ------------------ | ----- | ---------------- |
| 18 | Romania (bandiera) | A     | Razvan Stoica    |
| 30 | Romania (bandiera) | C     | Adrian Borza     |
| 33 | Romania (bandiera) | P     | Eduard Stăncioiu |
| 67 | Romania (bandiera) | D     | Sergiu Muth      |
| 78 | Senegal (bandiera) | A     | Ousmane N'Doye   |
| 95 | Romania (bandiera) | P     | Csongor Fejer    |
| 96 | Romania (bandiera) | C     | Norbert Feketics |
| 99 | Romania (bandiera) | C     | Claudiu Voiculeț |

## Rosa 2015-2016
| N. |                       | Ruolo | Calciatore      |
| -- | --------------------- | ----- | --------------- |
| 1  | Romania (bandiera)    | P     | Adrian Viciu    |
| 2  | Spagna (bandiera)     | D     | Javier Velayos  |
| 3  | Montenegro (bandiera) | D     | Saša Balić      |
| 4  | Spagna (bandiera)     | D     | Iván González   |
| 6  | Romania (bandiera)    | C     | Gabriel Mureșan |
| 7  | Romania (bandiera)    | C     | Paul Pârvulescu |
| 9  | Croazia (bandiera)    | C     | Filip Jazvić    |
| 10 | Romania (bandiera)    | A     | Adrian Mutu     |
| 11 | Romania (bandiera)    | A     | Andrei Ciolacu  |
| 13 | Romania (bandiera)    | C     | Silviu Ilie     |
| 14 | Romania (bandiera)    | D     | Gabriel Matei   |
| 15 | Romania (bandiera)    | D     | Torok Szabolcs  |
| 16 | Argentina (bandiera)  | A     | Ramiro Costa    |
| 17 | Romania (bandiera)    | C     | Laurențiu Buș   |

| N. |                      | Ruolo | Calciatore        |
| -- | -------------------- | ----- | ----------------- |
| 18 | Romania (bandiera)   | A     | Razvan Stoica     |
| 19 | Argentina (bandiera) | C     | Pablo Brandán     |
| 23 | Romania (bandiera)   | D     | Marius Constantin |
| 25 | Argentina (bandiera) | C     | Nicolás Gorobsov  |
| 26 | Moldavia (bandiera)  | C     | Alexandru Dedov   |
| 27 | Romania (bandiera)   | D     | Ionuț Balaur      |
| 29 | Romania (bandiera)   | A     | George Țucudean   |
| 30 | Romania (bandiera)   | C     | Adrian Borza      |
| 33 | Romania (bandiera)   | P     | Eduard Stăncioiu  |
| 67 | Romania (bandiera)   | D     | Sergiu Muth       |
| 78 | Senegal (bandiera)   | A     | Ousmane N'Doye    |
| 95 | Romania (bandiera)   | P     | Csongor Fejer     |
| 96 | Romania (bandiera)   | C     | Norbert Feketics  |
| 99 | Romania (bandiera)   | C     | Claudiu Voiculeț  |